# ألويسيوس بي كيلي
ألويسيوس بي كيلي (بالإنجليزية: Aloysius P. Kelley)‏ هو أكاديمي أمريكي، ولد في 4 أكتوبر 1929.